# Rivière Petchedetz Sud
Pour les articles homonymes, voir Petchedetz.
La Rivière Petchedetz Sud est un cours d'eau coulant dans la municipalité de Sainte-Paule, puis dans la municipalité de Saint-Léandre (canton de Matane), dans la municipalité régionale de comté (MRC) La Matanie, sur la péninsule gaspésienne, dans la région administrative du Bas-Saint-Laurent, au Québec, au Canada.

## Géographie
La rivière Petchedetz sud prend sa source au Petit lac Petchedetz (longueur : 0,7 km ; altitude : 241 m), dans la municipalité de Sainte-Paule, dans les monts Chic-Chocs lesquels font partie des monts Notre-Dame. Ce lac de tête n'a aucun affluent et son embouchure est située du côté nord-ouest.
L'embouchure de ce lac est située à 1,1 km au nord-ouest du littoral sud-est du golfe du Saint-Laurent, à 2,5 km à l'est du lac du Portage, à 9,2 km au nord du lac Matapédia, à 9,1 km au sud-est du centre du village de Saint-Léandre, à 8,4 km au sud du lac Petchedetz et à 1,1 km à l'est du centre du village de Sainte-Paule.
À partir du Petit lac Petchedetz, la rivière Petchedetz Sud coule sur 8,8 km répartis selon les segments suivants :
- 1,4 km vers le nord dans Sainte-Paule (comté de Matapédia), jusqu'au pont du chemin de la Coulée-Carrière qu'elle coupe à 1,4 km au nord-est du centre du village de Sainte-Paule ;
- 2,1 km vers le nord-ouest en recueillant les eaux du cours d'eau Lemieux (venant de l'est), jusqu'à la limite de la municipalité de Saint-Léandre (comté de Matane) ;
- 3,4 km vers l'ouest dans Saint-Léandre, jusqu'en bordure de la route Levasseur (sans la traverser) ;
- 1,9 km vers le sud-ouest, jusqu'à sa confluence[3].

La rivière Petchedetz Sud se déverse sur la rive sud de la rivière Petchedetz laquelle coule jusqu'à la rive est de la rivière Petchedetz ; cette dernière coule vers le nord-est jusqu'à la rive ouest de la rivière Matane, dans le canton de Matane. La confluence de rivière Petchedetz Sud est située à 1,3 km en amont de la confluence de la rivière Petchedetz Est et à 3,6 km au nord-ouest du village de Sainte-Paule.

## Toponymie
L'origine toponymique du terme Petchedetz reste inconnue. Dans son rapport d'arpentage de 1862, J. A. Bradley utilise la graphie toponymique de Petcheditz et Pechedety pour désigner la rivière Petchedetz. Le rapport de 1881 de l'arpenteur C.-S. Lepage intitulé La Description des cantons arpentés... (1889) fait référence à la graphie actuelle Petchedetz. En parallèle, l'édition anglaise de ce rapport d'arpentage utilise plutôt l'ancienne variante Petcheditz.
En 1904, la graphie Petchedec est utilisée pour l'appellation du lac ainsi et de la rivière, dans le "Dictionnaire des rivières et lacs de la province de Québec" d'Eugène Rouillard.
Le toponyme « rivière Petchedetz Sud » a été officialisé le 5 décembre 1968 à la création de la Commission de toponymie du Québec.